# Toshihiko Kobayashi
Toshihiko Kobayashi (小林 俊彦, Kobayashi Toshihiko) est un mangaka japonais né un 25 février à Mihara dans la préfecture d'Hiroshima.

## Œuvres
- Parallel (2001-2002)
- Pastel (2002-)